# Henri Pouctal
Albert Henri Pouctal, né le 21 octobre 1860 à La Ferté-sous-Jouarre (Seine-et-Marne) et mort le 2 février 1922 à Paris en son domicile dans le 10e arrondissement de Paris, est un réalisateur français.
Initialement acteur, il rejoint André Antoine, le défenseur du théâtre naturaliste, sur la petite scène du Théâtre-Libre.

## Biographie
Henri Pouctal débute réellement sa carrière cinématographique comme assistant d’André Calmettes et Charles Le Bargy pour le tournage du film L'Assassinat du duc de Guise (production Le Film d'art).
Jusqu’en 1914, il porte à l’écran plusieurs œuvres littéraires, notamment La Dame aux camélias (1912) d'après Alexandre Dumas fils avec Sarah Bernhardt, ou Le Colonel Chabert d'après Honoré de Balzac avec André Calmettes. Pendant la première guerre mondiale, il participe à des productions patriotiques comme L'Infirmière (1914), Dette de haine (1915), La Fille du Boche (1915), La France d’abord (1915), Alsace (1916) ou encore Chantecoq, l'espionne de Guillaume (1916).
À cette période, il réalise entre 1917 et 1918 les quinze épisodes tirés du roman d’Alexandre Dumas, Le Comte de Monte-Cristo, qui consolident sa réputation, mais l’excellente adaptation de Au travail, d’après Émile Zola, lui permet d’atteindre le sommet de son art. Le premier des sept chapitres de cette œuvre à l’harmonie réaliste sortit en salle à Paris le 16 janvier 1920. Ce film ambitieux a engagé des capitaux considérables pour l’époque mais Henri montre qu’un cinéma français populaire de qualité, est possible.
Henri Pouctal est également l'initiateur en 1921 de l'adaptation de la pièce Le crime du Bouif de Georges de la Fouchardière au cinéma dont le succès va entrainer la réalisation de la série à succès du Bouif. Il n'en réalise que les deux premiers volets, emporté en janvier 1922 avant même la sortie en salle du deuxième film La résurrection du Bouif.

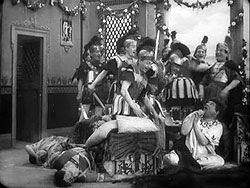
Photogramme du film d'Henri Pouctal, Vitellius (1911).
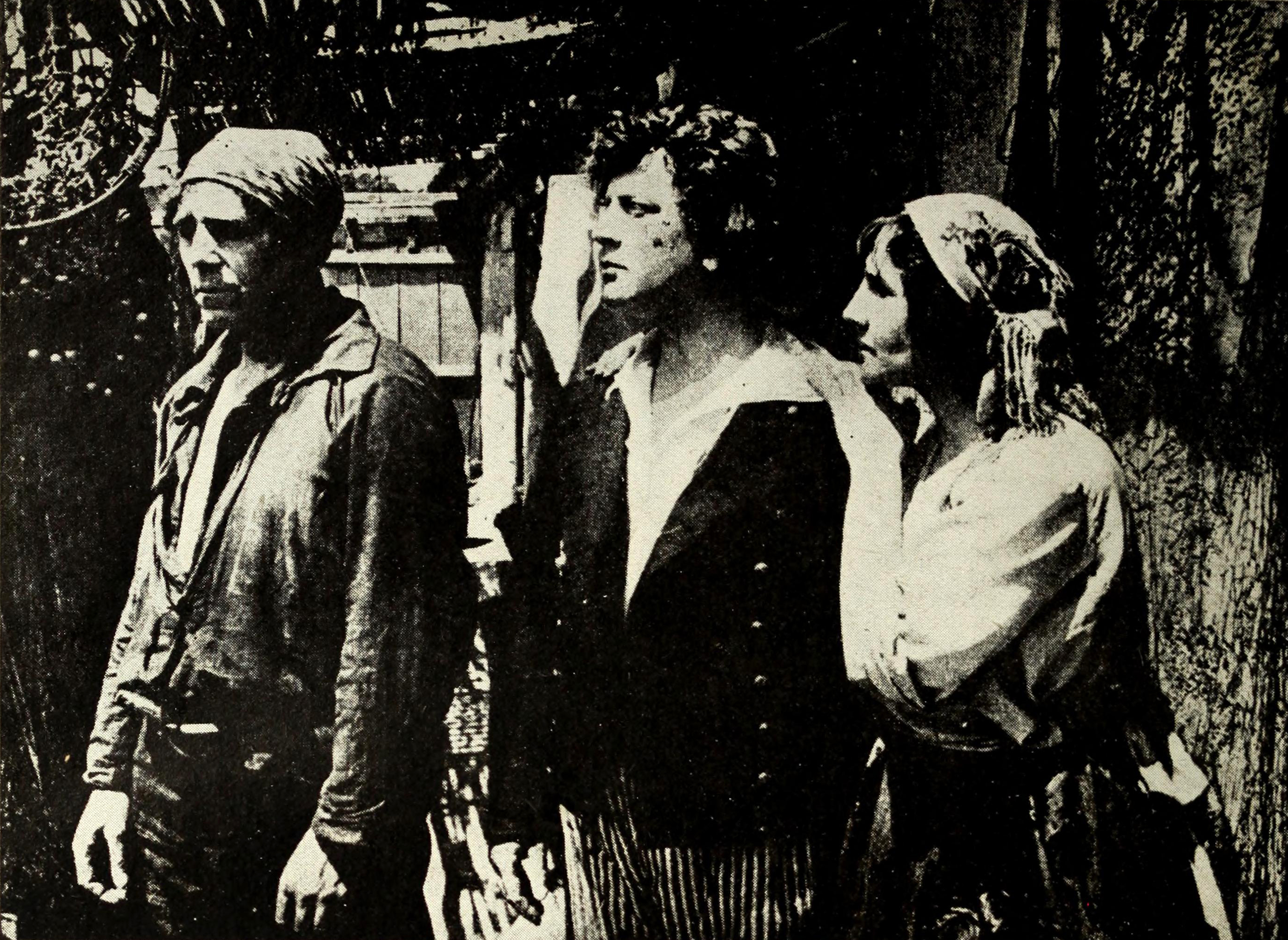
Le Comte de Monte-Cristo (1918) : au centre, Léon Mathot (Dantès) ; à droite, Nelly Cormon (Mercédès).

## Filmographie partielle

### Comme acteur
- 1909 : La Grande Bretèche, d'André Calmettes, d'après le roman d'Honoré de Balzac
- 1910 : Résurrection, d'André Calmettes et Henri Desfontaines, d'après le roman de Tolstoï
- 1911 : La Fin d'un joueur, d'André Calmettes, d'après le roman de Georges Ohnet
- 1911 : Jésus de Nazareth, d'André Calmettes et Henri Desfontaines
- 1911 : Le Pardon, d'Henri Pouctal
- 1911 : Le Chevalier d'Essex, d'Henri Pouctal
- 1913 : Une aventure de Jack Johnson champion de boxe toutes catégories du monde, d'Henri Pouctal

### Comme réalisateur
- 1908 : Le Curé de campagne, d'après le roman d'Honoré de Balzac
- 1910 : L'Héritière, avec Berthe Bovy
- 1910 : La Retraite, d'après la pièce de Franz-Adam Beyerlein
- 1910 : Werther, d'après le roman de Goethe
- 1911 : Vitellius, avec Polin
- 1911 : L'Usurpateur, avec Gabriel Signoret
- 1911 : Une conquête, avec Jean Worms
- 1911 : Le Roman de la momie, d'après le roman de Théophile Gautier
- 1911 : Pour l'Empereur, avec André Calmettes
- 1911 : Le Pardon, avec Henri Pouctal
- 1911 : La Jacquerie
- 1911 : La Grande Marnière (film), d'après le roman de Georges Ohnet
- 1911 : Décadence, avec Henri Etiévant
- 1911 : Le Colonel Chabert, d'après le roman d'Honoré de Balzac
- 1911 : Le Chevalier d'Essex, scénario d'André Calmettes
- 1911 : Camille Desmoulins, avec Émile Dehelly
- 1912 : Les Trois Mousquetaires, d'après le roman d'Alexandre Dumas
- 1912 : Théodora, d'après la pièce de Victorien Sardou
- 1912 : Le Saltimbanque, avec Georges Saillard
- 1912 : La Robe rouge, d'après la pièce d'Eugène Brieux
- 1912 : Pour la Couronne, d'après le drame de François Coppée
- 1912 : Les Plumes de paon
- 1912 : Joséphine impératrice ou Impératrice et reine, d'après l'œuvre de René Fauchois
- 1912 : La femme qui assassina
- 1912 : La Comtesse Sarah, d'après le roman de Georges Ohnet
- 1912 : Chaînes rompues, avec Albert Lambert
- 1912 : La Camargo, d'après la nouvelle d'Alfred de Musset
- 1912 : Blanchette, d'après la pièce d'Eugène Brieux
- 1912 : La Dame aux camélias, d'après la pièce d'Alexandre Dumas fils
- 1912 : Le Maître de forges, d'après le roman de Georges Ohnet
- 1913 : Une aventure de Jack Johnson champion de boxe toutes catégories du monde, avec Jack Johnson et Georges Carpentier
- 1913 : Le Trait d'union, avec Jacques Feyder
- 1913 : Sous le masque
- 1913 : Serge Panine, d'après le roman de Georges Ohnet
- 1913 : La Petite Fifi, d'après le roman d'Henri Demesse
- 1913 : La Mère coupable
- 1913 : Le Supplice d'une mère (ou Le Calvaire d'une femme) avec Louise Lara
- 1913 : Le Manteau de zibeline
- 1913 : Le Mannequin, avec Berthe Jalabert
- 1913 : Jack a un flirt dans la mode
- 1913 : L'Honneur'
- 1913 : Frères ennemis, avec Mary Marquet
- 1913 : Claudie, fille d'auberge, avec Berthe Jalabert
- 1913 : Denise, d'après la pièce d'Alexandre Dumas fils
- 1913 : Danton
- 1913 : Colette
- 1913 : Les Aventures du chevalier de Faublas
- 1914 : La Rose rouge
- 1914 : Le Roman d'un spahi (film)Le Roman d'un spahi, d'après le roman de Pierre Loti
- 1914 : Papillon dit Lyonnais Le Juste, d'après la pièce de Louis Bénière
- 1914 : Le Légionnaire
- 1914 : L'Infirmière, scénario d'Abel Gance
- 1914 : La Haine
- 1914 : Les Flambeaux, d'après la pièce d'Henry Bataille
- 1914 : L'Alibi, d'après la pièce de Gabriel Trarieux
- 1915 : Pêcheur d'Islande, d'après le roman de Pierre Loti
- 1915 : La Menace
- 1915 : France d'abord, avec Pierre Fresnay et André Luguet
- 1915 : La Fille du Boche, d'après le roman d'Henri Germain
- 1915 : Dette de haine, d'après le roman de Georges Ohnet
- 1915 : La Brebis perdue, d'après la pièce de Gabriel Trarieux
- 1915 : André Cornélis, d'après le roman de Paul Bourget
- 1915 : L'Homme masqué, d'après le roman d'Henri Germain
- 1915 : Quand même, avec Pierre Fresnay et Paulus
- 1916 : Le Droit de l'enfant, d'après le roman de Georges Ohnet
- 1916 : La Flambée, d'après la pièce d'Henry Kistemaeckers
- 1916 : Debout les morts !, d'après le roman de Blasco Ibanez Les Quatre Cavaliers de l'Apocalypse
- 1916 : Chantecoq, l'espionne de Guillaume, d'après le roman d'Arthur Bernède
- 1916 : Alsace, d'après la pièce de Gaston Leroux
- 1916 : L'Affaire du Grand-Théâtre, d'après le roman de Valentin Mandelstamm
- 1916 : L'Instinct, d'après la pièce d'Henry Kistemaeckers
- 1917 : Volonté, d'après le roman de Georges Ohnet
- 1917 : En détresse, d'après le roman de Jules Mary
- 1918 : Le Comte de Monte Cristo - Époque 1 : Edmond Dantès
- 1918 : Le Comte de Monte Cristo - Époque 2 : Le Trésor de Monte-Cristo
- 1918 : Le Comte de Monte Cristo - Époque 3 : Le Philanthrope
- 1918 : Le Comte de Monte Cristo - Époque 4 : Sinbad le marin
- 1918 : Le Comte de Monte Cristo - Époque 5 : La Conquête de Paris
- 1918 : Le Comte de Monte Cristo - Époque 6 : Les Trois vengeances
- 1918 : Le Comte de Monte Cristo - Époque 7 : Les Derniers Exploits de Caderousse
- 1918 : Le Comte de Monte Cristo - Époque 8 : Châtiments
- 1919 : Le Dieu du hasard, écrit par Fernand Nozière
- 1920 : Au travail, d'après le roman d'Émile Zola
- 1921 : Gigolette, d'après le roman de Pierre Decourcelle
- 1921 : Le Crime du Bouif, d'après Georges de la Fouchardière
- 1922 : La Résurrection du Bouif, d'après Georges de la Fouchardière

## Théâtre
- 1890 : L'Ogre de Jules de Marthold, Théâtre de l'Ambigu-Comique
- 1892 : Le Justicier de Stanislas Rzewuski, Théâtre de l'Ambigu-Comique
- 1892 : Les Cadets de la Reine de Jules Dornay, Théâtre de l'Ambigu-Comique
- 1893 : Mère et martyre de Léon d'Aigremont et Jules Dornay, Théâtre de l'Ambigu-Comique